# ダンロップスポーツ
ダンロップスポーツ株式会社（英: DUNLOP SPORTS CO. LTD.）は、かつて存在した住友ゴム工業傘下にあったスポーツ用品企業。本社を神戸市に置く。ゴルフクラブの製造・販売で国内首位。テニス用品の製造・販売も行っていた。
2012年5月1日にSRIスポーツ株式会社（エスアールアイスポーツ）から商号変更。同年7月からコーポレートメッセージとして「スポーツといっしょに生きる」を制定し、コーポレートカラーを青系の「ダンロップスポーティブルー」とした。また、この時期から提供テロップ表示も「DUNLOP」から「ダンロップスポーツ」に改められている。
2018年1月に住友ゴム工業に吸収合併され解散、「ダンロップ」の商標権は住友ゴムが取得した。

## 主力製品・事業
- ゴルフ用品、テニス用品の製造および販売

ゴルフクラブ、ゴルフボール、ゴルフバッグ、ゴルフシューズ、テニスラケット、テニスボール、テニスシューズ等
- ゴルフトーナメント運営
- ゴルフ、テニススクール運営
- ゴルフ場運営
- スポーツクラブ運営
- ライセンス事業

### シェア
- ゴルフボールの世界的なシェアは、9%（2010年上半期）。アメリカ合衆国では4%台と弱いものの、日本国内では3割、イギリスでは2割のシェアを有する。プロ志向のブランドであるスリクソンは、日本国内の石川遼らをはじめ、海外の32人のプロ選手に供給し、シェアの拡大が試みられている。

## 主要事業所
- 本社 - 兵庫県神戸市中央区脇浜町三丁目6番9号
- 東京オフィス - 東京都港区港南3-8-1　森永乳業港南ビル10F
- 市島工場 - 兵庫県丹波市市島町梶原5
- ゴルフ科学センター - 兵庫県丹波市市島町梶原5
- 上海事務所 - 上海市零陵路899号飛洲国際広場25-I

## 沿革
- 1930年（昭和5年） - ダンロップ日本法人設立。
- 1937年（昭和12年） - 日本ダンロップ護謨に商号を変更。
- 1963年（昭和38年） - 住友ゴム工業に商号を変更。テニスとゴルフのボールを製造・販売。
- 2003年（平成15年） - 住友ゴムグループ企業の再編に伴い、ダンロップブランドとスポーツ用品事業を継承し、SRIスポーツ株式会社設立。
- 2006年（平成18年） - 東京証券取引所1部上場。
- 2007年（平成19年） - 米国のゴルフクラブメーカー、Cleveland Golf Company, Inc.を買収。
- 2008年（平成20年） - クリーブランドゴルフ買収に伴い販売会社を統合。
- 2010年（平成22年） - 南アフリカ販売会社子会社化。
- 2012年（平成24年） - 商号を「ダンロップスポーツ株式会社」に変更。
- 2014年（平成26年） - キッツより、キッツスポーツスクエアの運営企業キッツウェルネスの全株式を取得。社名をダンロップスポーツウェルネスとし、スポーツクラブ名称をダンロップスポーツクラブとした。サッポロビール傘下のサッポロ不動産開発より、サッポロスポーツプラザの全株式を取得。社名をダンロップスポーツプラザとし、スポーツクラブ名称はダンロップスポーツクラブに統合した。
- 2015年（平成27年）
  - 4月 - デサントと、「スリクソンブランドのゴルフアパレル分野の業務提携」を発表。今後、企画制作などはデサントが行うこと。ウェアの販売はデサントが、アクセサリー類の販売はダンロップスポーツが行うこと、となっている[2]。
  - 7月 - 株式会社ダンロップスポーツウェルネスが株式会社ダンロップスポーツプラザを吸収合併。
- 2017年（平成29年）12月 - 上場廃止。
- 2018年（平成30年）1月 - 住友ゴム工業に吸収合併され解散。

## 主要関係会社

### 国内グループ企業
ゴルフ用品の販売
- 株式会社ダンロップスポーツマーケティング

ゴルフクラブの製造
- 株式会社ダンロップゴルフクラブ

ゴルフ場運営
- 柏泉グリーン開発株式会社(ダンロップゴルフコース)
- 株式会社ダンロップゴルフスクール

ゴルフトーナメント運営
- 株式会社ダンロップスポーツエンタープライズ

スポーツクラブの運営
- 株式会社ダンロップスポーツウェルネス

テニススクールの運営
- 株式会社ダンロップテニススクール

### 主な海外グループ企業
ゴルフ用品の販売 
- Roger Cleveland Golf Company, Inc.（販売地域：北米）
- Srixon Sports Europe Ltd.（販売地域：欧州）
- Srixon Sports Asia Sdn. Bhd.（販売地域：アジア、南アフリカ等）
- Srixon Sports Australasia Pty. Ltd.（販売地域：オーストラリア、ニュージーランド等）

テニスボールの製造
- Srixon Sports Manufacturing（Thailand) Co., Ltd.

## テレビ番組
- 日経スペシャル ガイアの夜明け 藍とさくらの代理戦争 ～女子ゴルフに賭けたビジネスマンたち～（2005年11月1日、テレビ東京）[3] - ブリヂストンスポーツとの競争を取材。

## 関連人物・項目
- 大西久光
- 戸張捷

2人はかつてグループ企業であるダンロップスポーツエンタープライズに所属していた。
- 木滑和生

- ダンロップワールドチャレンジテニストーナメント
- イトマンスポーツウェルネス（旧：ダンロップスポーツウェルネス）[注 1]